# IF Metalls a-kassa
IF Metalls arbetslöshetskassa är den arbetslöshetskassa i Sverige man kan gå med i om man jobbar i verkstad, tvätteri, inom industrin, med mera.
En arbetslöshetskassa är ingen myndighet men bedriver myndighetsutövning när beslut fattas i ersättningsärenden och i ärenden om in- och utträden. IF Metalls Arbetslöshetskassas arbete granskas av tillsynsmyndigheten Inspektionen för arbetslöshetsförsäkringen, IAF .

## Uppgift
IF Metalls Arbetslöshetskassas uppgift är att betala ut arbetslöshetsersättning till medlemmar vid arbetslöshet i enlighet med bestämmelserna i lag (1997:238) om arbetslöshetsförsäkring, ALF. Arbetslöshetsförsäkringen kompenserar för viss del av inkomstbortfallet vid arbetslöshet. Verksamheten bedrivs i enlighet med lag (1997:239) om arbetslöshetskassor, LAK och IF Metalls Arbetslöshetskassas stadgar.

## Organisation
IF Metalls Arbetslöshetskassa har kontor i på 37 orter i landet. Verksamheten leds av en kassaföreståndare som utses av styrelsen, som i sin tur väljs av arbetslöshetskassans föreningsstämma.
I slutet av januari 2015 hade IF Metalls Arbetslöshetskassas 280 298 medlemmar vilket innebär en minskning med ca 5000 medlemmar på ett år.
Organisationsnummer: 802005-4766

## Verksamhetsområde
IF Metalls Arbetslöshetskassas verksamhetsområde är begränsat till:
- plastindustrin
- läkemedelsindustrin
- byggämnesindustrin
- stålindustrin
- kemi- och verkstadsindustrin
- textil och konfektion
- tvätt
- gruvor
- glasbruk
- bilverkstäder